# Aderus mixtifactum
Aderus mixtifactum es una especie de coleóptero de la familia Aderidae. Fue descrita científicamente por Luis Báguena Corella en 1948.

## Distribución geográfica
Habita en la República Democrática del Congo.